# Julio Ruzafa
Julio Ruzafa (Murcia 17 de junio de 1928 - 4 de marzo de 1999) fue un pintor y periodista murciano creador del psico-retrato.
Entre sus retratos más destacados figuran los del rey Don Juan Carlos I, la duquesa Cayetana Fitz-James Stuart, el rey Hasán II de Marruecos, el pintor surrealista Salvador Dalí o el torero Jaime Ostos.

## Biografía
Nacido en el murciano Barrio del Carmen en 1928, y siendo hijo de una familia influyente de la ciudad, destaca desde temprana edad por su carácter fuerte y su visión crítica de la sociedad murciana y española, siendo objeto de muchas de sus reflexiones la dictadura franquista y la Iglesia Católica. Posición que más tarde le llevaría a abandonar el país.
Durante su etapa de estudiante en la Academia de Dibujo de la Económica de Murcia consigue el premio extraordinario. Posteriormente continúa sus estudios en la Escuela de Artes y Oficios, recibiendo clases de los escultores españoles José Séiquer y José Planes, y los pintores Luis Garay o Victorio Nicolás, entre otros. En 1946 realiza el servicio militar obligatorio en el 2.º Regimiento de Artillería de Murcia, pasando cerca de dos años en el norte de África, donde con el periodista y dibujante Baldomero Ferrer, crea el periódico del regimiento. Dos años más tarde, en 1948, le otorgan una beca que le permite marchar a Madrid para acudir a las clases de la Academia de San Fernando, donde coincide con algunos de los artistas españoles más importantes del siglo XX. Al mismo tiempo decide ingresar en la Escuela de Periodismo, escribiendo desde allí para La Verdad de Murcia, Línea y otros periódicos locales.
Tras terminar sus estudios, y cansado, según sus propias palabras, de la monotonía y la mediocridad de Murcia, así como de la falta de libertad para expresar sus ideas en España, decide viajar a Inglaterra y aprender el idioma. Allí conoce a una joven alemana, por la que decide dos años más tarde mudarse a Colonia, y que más tarde se convertiría en su mujer y madre de sus cuatro primeros hijos.
Una vez en Alemania empieza a trabajar como dibujante para una empresa industrial, a la vez que crea una agencia de turismo hispano-germánica y trabaja como corresponsal de prensa para varios medios de comunicación españoles. Hasta que un día sus dibujos, los posteriormente llamados psico-retratos, le colocan en un plano de fama aireado por la prensa alemana y la admiración pública, gracias en gran medida a un retrato del presidente alemán Walter Shell que éste convirtió poco menos que en su retrato oficial. LLegando incluso a ser el primer pintor en exponer dentro del Parlamento Alemán y recibiendo numerosos premios y reconocimientos en el país germano.

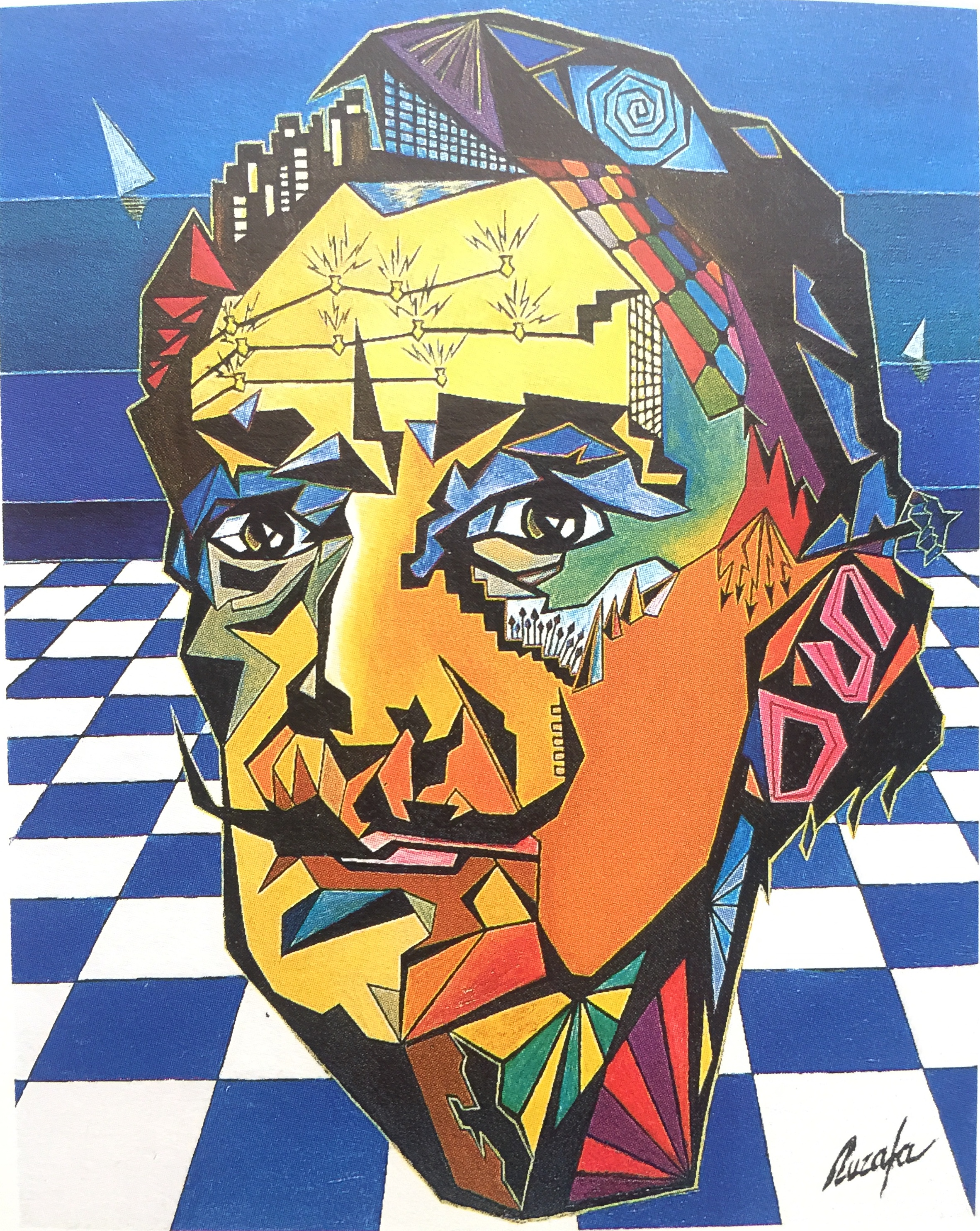
Retrato Salvador Dalí óleo/lienzo 81 × 65 cm.

En sus psico-retratos, el artista español incluía además de la figura del personaje en cuestión, una serie de elementos que configuran su completa personalidad. La fusión de su profesión periodística con su personalidad pictórica, le llevan a analizar la vida y carácter de los personajes, plasmándola posteriormente en sus retratos psicológicos.
Durante sus años en Alemania, el artista se codeó con las figuras más importantes de la política, del arte y del espectáculo a nivel internacional, retratando entre otros a políticos como Konrad Adenauer, Ludwing Erhart, Willy Brandt y el presidente Luebke. También a artistas como Julio Iglesias, a los toreros Jaime Ostos y Manuel Díaz y a diversos personajes de la política.
Entre sus obras destacan también los desnudos, gatos, estampas taurinas y en particular, los cuadros de caracoles. Una técnica inventada también por el artista español.
Su obra se caracteriza, además de por la originalidad de los ya mencionados psico-retratos, por la fuerza de color de su paleta, el uso exclusivo de la línea recta en el dibujo de sus figuras y por la continua investigación de nuevas formas de expresión.
Su exploración de dos tipos de patrones que se superponen: los psicológicos-intelectivos y los meramente estéticos. Le hicieron cosechar grandes éxitos, recibiendo numerosos premios y reconocimientos y apareciendo a menudo en la prensa especializada. Los dos tipos de obras clave para ello fueron los psico-retratos en los que los patrones de sombras y formas del retrato del personaje se construían con datos de su biografía, su personalidad o sus aficiones, y los cuadros de caracoles, en los que los patrones de color creados por el discurrir aleatorio de caracoles sobre el cartón se reinterpretaban con figuras pintadas sobre ellos en el contexto de una unidad temática.
En 1988, después de más de treinta años asentado en Alemania, y viajando por Europa y África, decide volver a España, donde conoce a una joven treinta y cuatro años menor que él llamada Aurora Díaz, hija del músico Manuel Díaz Cano, de la que se enamora y con la que más tarde tendría dos hijos. Tan solo tres años después, la joven le abandona y él decide entonces instalarse en un lugar recóndito de La Manga del Mar Menor, donde se dedica durante los últimos años de su vida a la pintura y al cuidado de sus dos hijos menores.
Tal y como él mismo afirmó en una entrevista al periódico ABC en 1980, volvería a su tierra a morir como los elefantes. La noche del cuatro de marzo de 1999 y tras dos años de batalla contra un cáncer de estómago fallece en Murcia.